# 现在播报
《现在播报》是中国中央电视台于1999年7月5日推出的一档新闻节目，该栏目是在中国中央电视台原有的《新闻联播》、《晚间新闻报道》（现《晚间新闻》）、《早间新闻》（现为《朝闻天下》）、《东方时空》、《焦点访谈》、《新闻30分》等节目的基础上，由原来每天21:00档的《整点新闻》（现《新闻直播间》）改版而来。
该栏目作为介于《新闻联播》和《晚间新闻报道》（现《晚间新闻》）之间的一个新闻播报栏目，以独特的方式进行播报，主要关注中国的社会时政新闻、百姓身边所发生的新闻以及海外新闻，并提供最新消息速报。
该栏目在推出期间于每晚21:00~21:30在CCTV-1（当时为新闻综合频道）播出（元旦、春节、五一、十一等节假日和国内外重大体育赛事举办期间除外），2003年4月30日停播后改为电视剧播出时段。

## 主播
海霞、郭志坚、康輝